# Jean-Luc Calyel
Jean-Luc Calyel est un militaire et écrivain français, né le 19 décembre 1962 à Mulhouse.

## Membre du GIGN
Originaire de Mulhouse, Jean-Luc Calyel grandit au Havre. En 1981, il part effectuer son service militaire dans la Gendarmerie maritime à Toulon avant d'intégrer l'année suivante la gendarmerie d'Antibes. À l'âge de 22 ans, il intègre le GIGN. Il y travaille quatorze ans au cours desquels il devient chef d'un groupe opérationnel.

## Une reconversion littéraire
Jean-Luc Calyel prend sa retraite militaire en 2000 et il entreprend l'écriture de romans et d'essais.
En 2008, il publie notamment GIGN, les secrets d’une unité d’élite (Le Cherche Midi) qui trouve un certain écho dans la presse,,.
En 2019, il collabore avec Pascal Pelletier, un militaire d'active de l'armée de terre, pour publier une bande dessinée sur le GIGN. La bande dessinée reçoit le prix de la BD lors du salon du livre de Rambouillet. En 2020, il collabore avec le dessinateur Damien Bouché pour sa deuxième bande dessinée.

## Conférences
Depuis 2021, Jean-Luc Calyel organise des conférences sur les points communs entre le milieu de l'entreprise et celui du GIGN. On y retrouve notamment les thèmes suivants : le leadership, la gestion de crise, la force du mental ou encore GIGN, les secrets de la réussite.

## Ouvrages

### Romans et essais
- GIGN - Les Secrets d'une unité d'élite, Le Cherche Midi, 2008  (ISBN 979-1095857693)
- La Confidence de l'ange, Le Cherche Midi, 2010  (ISBN 978-2749115115)
- L'Enfant du soleil, Auto-édition, 2018  (ISBN 978-1717941817)
- Affaire 12141, A&H, 2020  (ISBN 979-1095857693)
- Du GIGN à la foi, Éditions MAMA aux éditions HACHETTE, 2025  (ISBN 9782845946101)

### Bandes dessinées
Série GIGN la BD
- 1. Le Devoir d'agir, A&H, septembre 2019
Scénario : Jean-Luc Calyel - Dessin : Pascal Pelletier -  (ISBN 979-1095857495)
- 2. Nouvelle Ère, A&H, novembre 2020
Scénario : Jean-Luc Calyel - Dessin : Damien Bouché -  (ISBN 979-1095857297)